# Antonio Pandolfo
Antonio Pandolfo (Alcamo, 4 agosto 1975) è un cabarettista, attore e animatore italiano.

## Biografia
Pandolfo inizia la sua attività teatrale a 16 anni con la Compagnia Piccolo Teatro di Alcamo, dove si fa notare per le sue capacità, e prende parte a vari progetti di autori come Pirandello, Martoglio, De Filippo, e altri ancora.
La sua grande sicurezza nell'interagire con il pubblico derivano dalla sua esperienza di animatore presso villaggi turistici.
Dopo alcuni anni intraprende gli studi teatrali e frequenta a Roma dei corsi presso l'Accademia Sharoff col (metodo Stanislawsky), lo studio di teatroterapia e diversi laboratori e seminari tenuti da diversi maestri: Emma Dante a Palermo (laboratorio di ‘mpalermu), Jango Edwards sulla clownerìe, Teatribù di Milano sull'improvvisazione teatrale e pure un seminario sul metodo Strasberg con una insegnante dell’Actor’s Studio di New York: l'attrice Marylin Fried.
Grande appassionato del cabaret, Pandolfo è un attore siciliano con una innata comicità  che sa creare delle storie e dei personaggi davvero unici nel suo genere.  È riuscito a conquistare il pubblico teatrale con i suoi numerosi spettacoli, alcuni dei quali scritti da lui stesso, che lo hanno portato ad un successo meritato.
Dal 1998 viene coinvolto da molte scuole siciliane per i laboratori teatrali con minori e disabili.
Nel 2003 scrive il suo monologo teatrale intitolato Il ladro di Cassateddi: qui crea alcuni suoi personaggi, tra i quali Erricuccio, che a tutt’oggi presenta negli spettacoli.
Prende parte ad una selezione presso l’Agricantus di Palermo “Show no-profit”, e ottiene il premio della giuria ed il consenso del pubblico.
Dopo alcune partecipazioni teatrali a Catania con Giovanni Anfuso, a Forlì con Pippo Santonastaso e a Roma con Claudio Laurìa, scrive assieme ad Alessandro Pennacchio E Porto uno, presentato all’Agricantus di Palermo.
Comincia una serie di collaborazioni con Sergio Vespertino con lo spettacolo “Caos”, porta in scena “Tutto il sesso in 90 minuti” con Ernesto Maria Ponte, con Giovanni Cangialosi, Gino Carista, e soprattutto con il grande Pippo Spicuzza che lo vuole prima all’Orione di Palermo per “Andy e Norman” e poi al Teatro Biondo per Palermo senza scena; presenta quindi il nuovo spettacolo in solitario “Sircus”.
Viene contattato da Giovanni Nanfa (il professore) per partecipare ad uno spettacolo dal titolo Bentornata Rivista,  scritto dallo stesso Nanfa e da Lino Piscopo. In seguito, con la collaborazione di Franco di Modica e Nanfa, nel 2008 scrive e porta in scena al Convento di Palermo “STRESS”.
Dal 2006 collabora per la sceneggiatura e recita in alcuni cortometraggi, partecipa a trasmissioni di successo come Insieme su Antenna Sicilia, ospite con Angelo Morello su Tele Giornale di Sicilia. Contemporaneamente, con l’agenzia Trampspettacoli si esibisce in tutta la Sicilia, a seguito della Carovana Stramba.
Nel 2008 riceve il premio “il Satiro Bronzeo” come attore per il teatro comico; la sua passione per le parti comiche lo porta a scrivere Tre Meno 2= Solo, in scena al Convento di Palermo da ottobre a dicembre 2008, con la regia di Ignazio Mannelli e due bravissime attrici, Stefania Blandeburgo e Iaia Corcione. Porta in scena nel 2009 al teatro Lelio di Palermo “Miles Gloriosus” con la regia di Giuditta Lelio, …uno Sceledro degno di Plauto (così dice la Lelio).
Nello stesso anno va in scena con Oreste Lionello sempre al teatro Lelio. Da gennaio ad aprile 2009 presso il Convento di Palermo con lo spettacolo “CHE TEMPO FA?” scritto insieme con Nanfa e Di Modica. 
Oltre alla televisione ed alcuni cortometraggi, partecipa al film “La matassa” di Ficarra e Picone con una piccola parte. Ama comunque gli spettacoli in solitario con i quali gira ogni estate molte piazze della Sicilia.
Nel settembre 2011 è ospite presso il King Theatre di New York per il Centro Cultura Italiana all’interno del “Festival della canzone Italiana”; continua, senza soste e con nuovi personaggi, la sua attività di cabarettista in diversi teatri.
Nel novembre 2011 partecipa ad alcune scene de “La scorza delle Arance” lungometraggio prodotto a scopo benefico; nel 2012 nella 5ª puntata de “Il giovane Montalbano e ad alcune scene nella 5ª stagione di Palermo Antimafia.
Nel 2017 con L'ora legale, ha lavorato assieme a Ficarra e Picone; nel 2018 ha preso parte nel film La fuitina sbagliata (de i Soldi Spicci) con la regia di Mimmo Esposito.
Nello stesso anno, Pandolfo è stato anche protagonista della versione televisiva del romanzo storico di Andrea Camilleri "La mossa del cavallo"; il personaggio di Padre Carnazza, un sacerdote moralmente poco retto, è stato interpretato da lui in modo magistrale.

## Carriera
- 2003 Seminario sul metodo Strarberg – con MARYLIN FRIED (fondazione Federico II di Palermo)
- 2003 Teatribù di Milano: Tecniche sull’improvvisazione teatrale e sui match d’improvvisazione
- 2003 Corso sulla “clown theory” con Django Edwards
- 2002 Laboratorio con Ass. Sud Costa Occidentale di Emma Dante per “Mpalermu”
- 2000 Teatroterapia – Ass. Livio Monaco di Marsala
- 2000 Laboratorio teatro contemporaneo con Romano Bernardi a Catania
- 1997-1998: Corsi di recitazione e regia teatrale – Lab dei Teatranti di Roma
- 1992-1996 Laboratori e produzioni del “Piccolo Teatro “ di Alcamo

### Televisione
- 2022 Màkari regia di Michele Soavi, episodio 2x03
- 2018 La mossa del cavallo regia di Gianluca Maria Tavarelli, Palomar
- 2012 Squadra antimafia 4, su Mediaset
- 2011 Il giovane Montalbano, regia di Gianluca Maria Tavarelli
- 2010 La famiglia Addams (zio Fester) – TGS di Palermo
- 2009 Distratto di polizia, sitcom
- 2006 Insieme su Antenna Sicilia
- 2004 Ciak si ride, Teleregione Forlì con Pippo Santonastaso

### Filmografia
- 2018 La fuitina sbagliata (dei Soldi Spicci) e del Cattleya Lab con la regia di Mimmo Esposito
- 2017 L'ora legale di Ficarra e Picone
- 2011 La scorza delle arance, lungometraggio prodotto a scopo benefico.
- 2008 La matassa di Ficarra e Picone
- 2024 Indagine su una storia d'amore di Gianluca Maria Tavarelli

### Radio
dal 2004 al 2010 speaker radiofonico presso la Radio Alcamo Centrale

### Riconoscimenti
- 2011 Premio “Paladino” per l’attività teatrale, teatro Vasquez di Siracusa.
- 2010 Premio Giuria al Premio Massimo Troisi di San Giorgio a Cremano (Napoli)
- 2008 Premio “il Satiro Bronzeo” come attore dell’anno per il teatro comico (Palermo)

### Teatro
- 2024 Aulularia attore - Teatro Biondo, Palermo
- 2018 Piove sempre sul bagnato coautore, attore – teatro Jolly, Palermo
- 2018 Amore complicato autore, attore e regia – teatro Jolly, Palermo
- 2018 4 atti da cani coautore con Giovanni Nanfa, attore e regia- teatro Jolly Palermo
- 2017 Unioni incivili (regia) commedia – teatro Jolly Palermo
- 2017 Se ci sai fare di e con Giovanni Nanfa –teatro Jolly Palermo
- 2017 Nientepopodimeno cabaret con Stefano Piazza e Giovanni Cangialosi, teatro Jolly Palermo
- 2016 Stiamo calvi (autore, attore e regia), musiche di Fabio Lannino, teatro Ditirammu Palermo
- 2016 Sembra facile (attore e autore) – teatro Jolly Palermo
- 2016 Sbagliando s’impara (regia)- testo di Giovanni Nanfa, teatro Jolly Palermo
- 2016 Presentatore e mattatore del Capodanno in piazza Politeama a Palermo con Stefano Piazza
- 2016 Due uomini in barca (autore, attore e regia) con Paride Benassai – teatro Jolly Palermo
- 2015 Sfogliando la rivista (regia), teatro Jolly Palermo
- 2015 Cose da pazzi (autore e regia), teatro Jolly Palermo
- 2015 Ridatemi la mia identità (attore), regia Franco Zappalà
- 2015 O la va o la spacca (autore, attore e regia)
- 2014 Mettiamo il caso (autore e attore) –teatro Jolly Palermo
- 2014 Tutta colpa dell'IMU (attore) – regia F Zappalà, teatro Zappalà palermo
- 2014 Pandemonio (autore e attore), teatro Jolly Palermo
- 2014 Feste archimedee 3ª edizione (attore), Siracusa
- 2014 Come dentro un film (regia e autore), teatro Jolly Palermo
- 2013 Se Napoli canta, la Sicilia ride (attore e autore), teatro Jolly Palermo
- 2013 Ma che succede? (attore e autore) con Giovanni Nanfa, teatro Jolly Palermo
- 2013 Vedi napoli e poi…ridi (autore e attore), teatro Jolly Palermo
- 2013 Tutta colpa della castagna (regia) con Toti Mancuso – teatro Jolly Palermo
- 2012 Sotto sotto c’è qualcosa (attore e autore), Teatro al Convento di Palermo
- 2012 Già il prezzemolo era bello (attore e autore) con Stefano Piazza – teatro Jolly Palermo
- 2011 Ospite presso il King Theatre di New York presenza Festival della canzone italiana
- 2011 Chi dice donna dice single (attore e autore) con Ivan Fiore, Teatro al Convento di Palermo
- 2011 Qui lo dico e qui lo nego (attore e autore), Teatro al Convento di Palermo
- 2010 Mi pare male (attore, autore e regista) – teatri siciliani
- 2010 Meglio di niente (attore, autore e regista), Teatro al Convento di Palermo
- 2010 Coppia e… incolla (attore, autore e regia) con Stefania Blandeburgo, Teatro al Convento di Palermo
- 2009 Musica e risate (attore e autore) – teatri e comuni siciliani
- 2009 E porto uno (attore e autore) regia di Giovanni Anfuso, Teatro al Convento di Palermo
- 2009 Doppia vita di un tassista (attore) regia di Franco Zappalà, Teatro Zappalà palermo
- 2009 Che tempo fa? (attore, autore e regista), Teatro al Convento di Palermo
- 2008 Tre meno due=solo (attore e autore), Teatro al Convento di Palermo
- 2008 Stress (attore e autore),Teatro al Convento di Palermo
- 2007 Sircus (attore e autore), teatri siciliani
- 2007 Miles gloriosus (attore) regia di Giuditta Lelio, Teatro Lelio di Palermo
- 2007 L'amore è un cubo (attore) regia di Rinaldo Clementi, Teatro al Convento di Palermo
- 2007 E se dopodomani (attore),Teatro al Convento di Palermo
- 2007 Amici e guardati (attore e autore), Teatro al Convento di Palermo
- 2006 Chetto e maritato (attore e autore) con Ernesto Maria Ponte – teatro Agricantus Palermo
- 2006 Pane, amore e… (attore) di Nanfa e Piscopo,  Teatro al Convento di Palermo
- 2006 Palermo senza scena (attore) regia di Pippo Spicuzza, Teatro Biondo Palermo
- 2006 Locandina (attore) con Oreste Lionello, Teatro Lelio Palermo
- 2006 Giochi molto proibiti (autore e regista) – teatro euro Alcamo
- 2006 Follie teatrali (attore e autore) -teatro Agricantus Palermo
- 2005 Tutto il sesso in 90 minuti (attore) – teatro Agricantus Palermo
- 2005 Neurotandem (attore) di Silvano Ambrogi – Teatro al Convento Palermo
- 2005 Miles cornutus (attore) di Gino Carista – teatro Crystal Palermo
- 2005 Cats (regia) – teatro euro Alcamo
- 2004 Teatralizzazione urbana (attore), regia di Ignazio Isgrò – teatro di Alcamo
- 2004 Gruppo teatro prova, musical Avventure di Robin Hood (attore), regia di Turi Giordano – Catania
- 2004 Caos, con Sergio Vespertino – teatro Agricantus di Palermo
- 2004 Andy e Norman (attore), regia di pippo spicuzza – teatro Orione di Palermo
- 2003 Il ladro di cassateddi (autore e attore), con il Piccolo Teatro di Alcamo